# Cinturão das águas do Ceará
O Cinturão das Águas do Ceará (CAC) é um conjunto de obras hídricas construídas e em construção no Ceará, que se propõe a realizar a transferência de vazões, advindas do Eixo Norte do Projeto de Integração do rio São Francisco para as Bacias do Nordeste Setentrional (PISFNS), destinadas ao Ceará, com o objetivo de distribuí-las nas principais bacias hidrográficas do estado, alargando as áreas beneficiadas e potencializando os benefícios.

## Trajeto

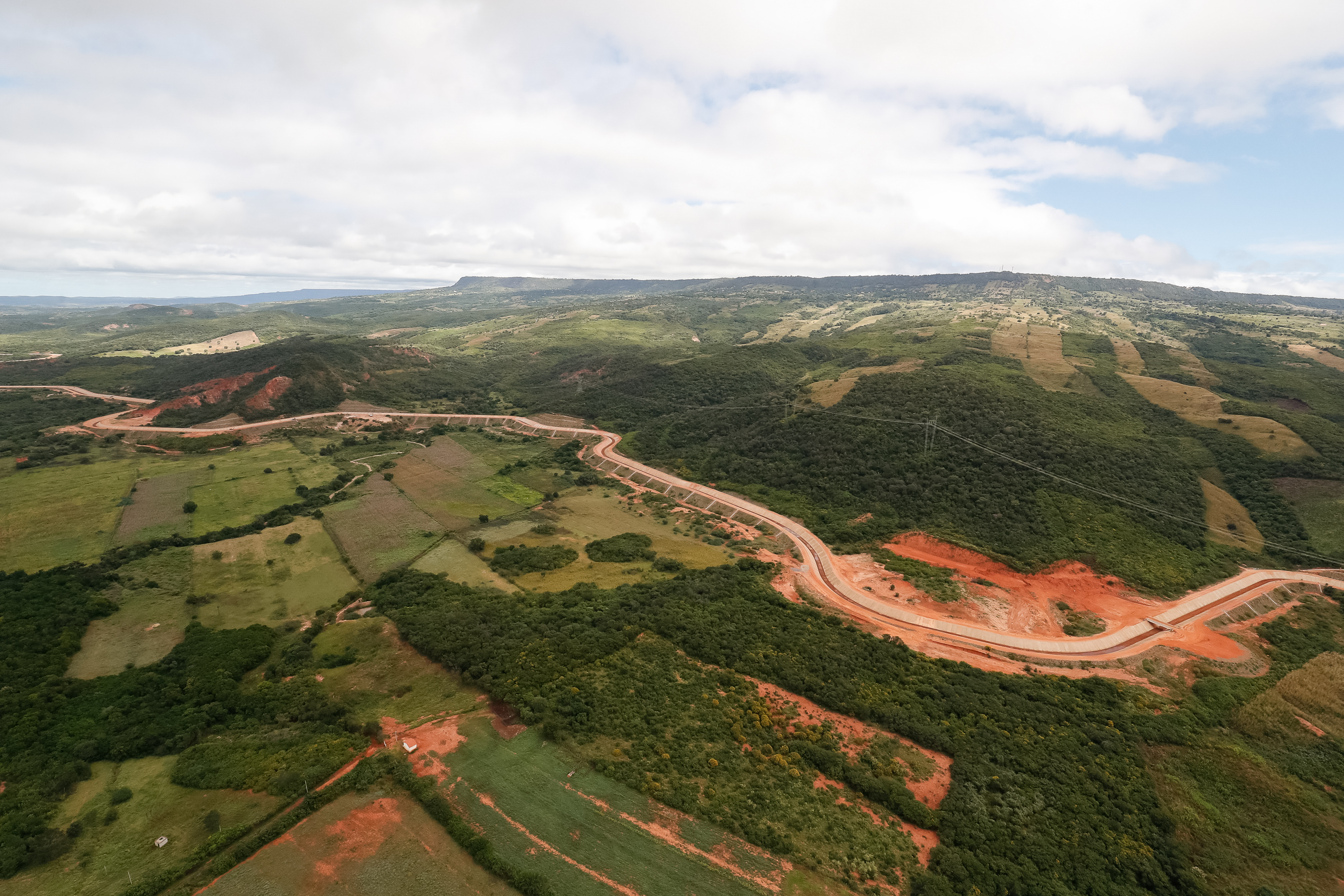
Chegada das águas do Rio São Francisco ao Ceará.

O Eixo Norte, de onde sairá o CAC, parte da captação no Rio São Francisco, entre os reservatórios de Sobradinho e Itaparica, a montante da ilha de Assunção e próximo à cidade de Cabrobó, em Pernambuco. O Eixo Norte aduzirá vazões para as bacias do rio Brígida, em Pernambuco; do rio Jaguaribe  e dos rios Metropolitanos, no Ceará; do rio Piranhas, na Paraíba; dos rios Piranhas/Açu e do rio Apodi, no Rio Grande do Norte.
O Projeto do Cinturão de Águas do Ceará (CAC), constitui  a principal obra de integração de bacias do estado, sendo considerada a solução definitiva para o problema de falta de água, agravado pelo fenômeno das secas, atendendo todas as bacias hidrográficas do estado. São, aproximadamente, 1.252,65 km divididos em conjunto de canais, túneis, sifões e sistemas adutores que deverão abastecer todo o Ceará, ampliando sensivelmente a função social e econômica do Projeto de Transposição do Rio São Francisco (PISF).
A integração do PISFNS com o CAC permitirá que as vazões captadas em Jati possam ser aduzidas em canais gravitários para as principais bacias do estado: Salgado, Alto, Médio e Baixo Jaguaribe, Banabuiú, Curu, Acaraú e Coreaú. Apenas no seu último trecho, no Ramal do Litoral, o sistema exigirá bombeamento para a transferência de vazões. Em todas estas bacias, serão utilizados os açudes com capacidade de  acumulação superior a 50 hm³, para armazenamento da água e regularização de vazões. A partir do sistema de canais e dos reservatórios, será garantido o abastecimento de água para as populações, a indústria, o turismo, a  dessedentação animal e agricultura irrigada.

## Características principais do CAC
- Comprimento total – 1.300 km;[9]

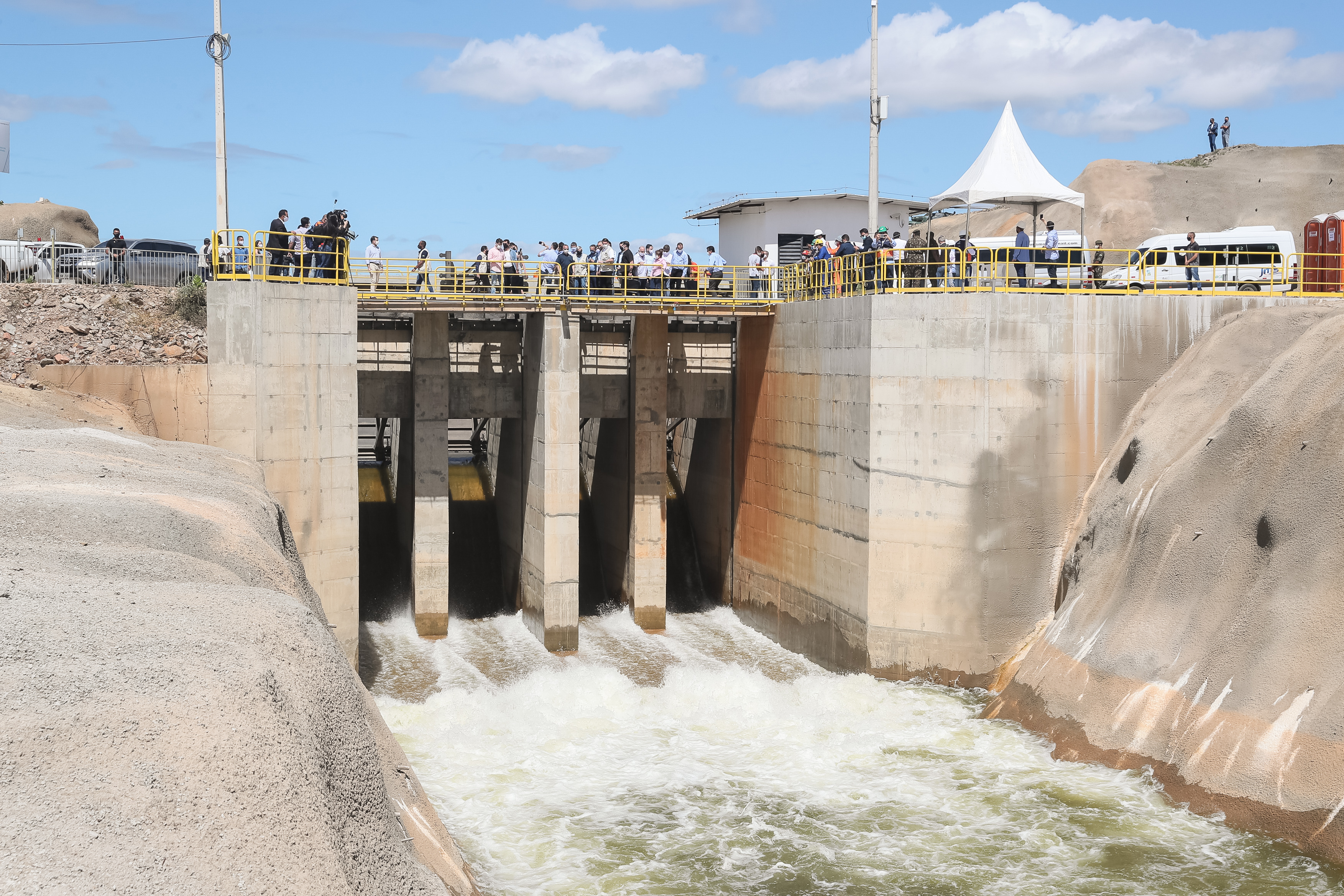
Chegada das águas do Rio São Francisco ao Ceará na Barragem de Jati.

  - T1 – Trecho 1 – 145 km (vazão 30 m³/s), Da barragem de Jati ao rio Cariús;
  - T2 – Trecho 2 – 271 km (vazão 25/30 m³/s), Do rio Cariús ao rio Jaguaribe/Poti;
  - T3 – Trecho 3 – 137 km (vazão 20 m³/s), Do rio Jaguaribe/Poti ao rio Acaraú;
  - R1 – Ramal 1 – 53 km (vazão 5 m²/s), Do trecho 2 ao rio Banabuiú;
  - R2 – Ramal 2 – 20 km (vazão 10 m²/s), Do trecho 3 ao rio Quixeramobim;
  - RE – Ramal Leste – 304 km (vazão 8 m³/s), Do Acaraú ao rio Curu;
  - RO – Ramal Oeste – 182 km (vazão 5/15 m³/s), Do Acaraú ao rio Coreaú;
  - RL-AC – Ramal Litoral (Acaraú-Curú) 141 km (vazão 6 m³/s),
  - RL-CC – Ramal Litoral (Curú-CIPP) 43 km (vazão 6 m³/s),

## Trasposição do rio São Francisco
Em 26 de junho de 2020, foi inaugurado um trecho do Eixo Norte, que leva água do rio São Francisco ao estado do Ceará, com a passagem das águas do Reservatório Milagres (em Verdejante, Pernambuco) para o Reservatório Jati (CE).
De Jati, percorre o Cinturão das Águas, num trecho de 53 km, até o riacho Seco, em Missão Velha, fluindo pelo rio Salgado e rio Jaguaribe, até alcançar o açude Castanhão, passando no caminho pelos municípios de Icó, Aurora, Lavras da Mangabeira, Jaguaribe e Jaguaribara.
As comportas liberando as águas do Reservatório de Jati para o Cinturão das Águas foram abertas em 20 de agosto de 2020.
Em 1º de março de 2021, foram abertas as comportas do Km 53 do Cinturão das Águas em Missão Velha.
Em 10 de março de 2021, as águas do rio São Francisco chegaram ao açude Castanhão.
 

A transposição das águas do Açude Castanhão para a Região Metropolitana de Fortaleza (RMF) é realizada pelo Eixão das Águas.